# Ігназ Куранда

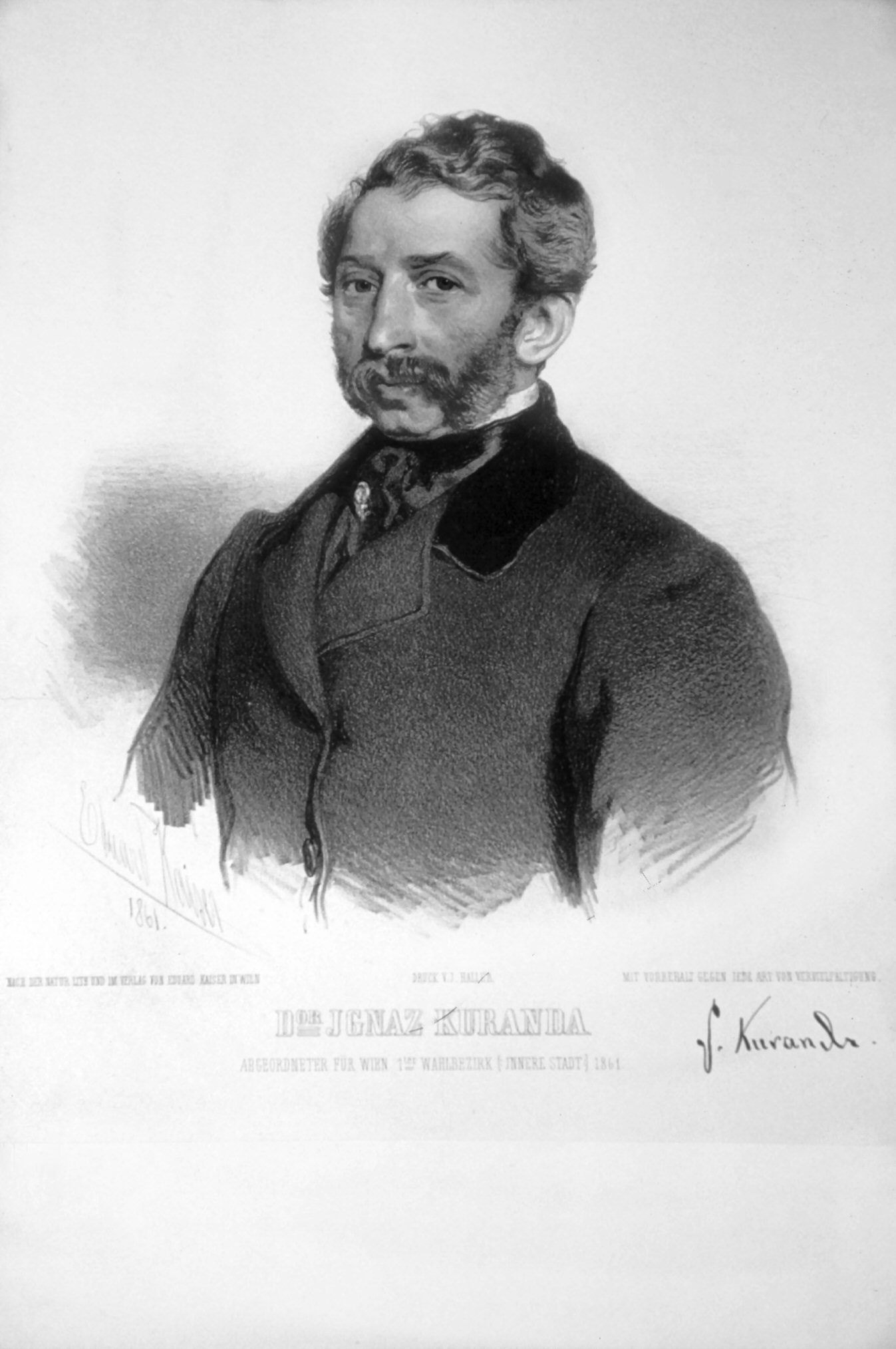
Ігнац Куранда, літографія Едуарда Кайзера, 1861

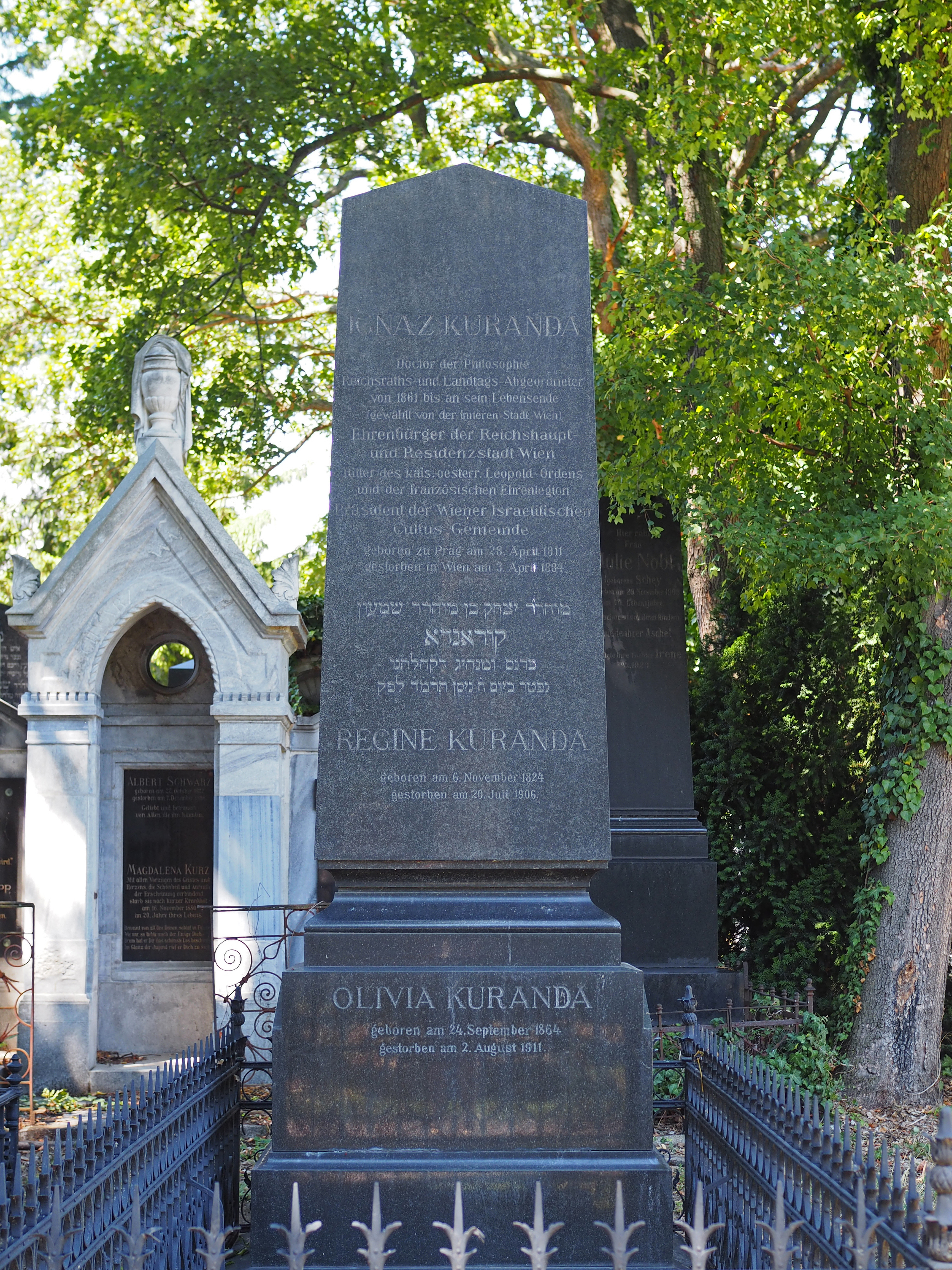
Могила Ігнаца Куранди на Центральному цвинтарі Відня

Ігназ Куранда (народився 8 р. травень 1811 р. у Празі; помер 3. Квітень 1884 у Відні ) — австрійський публіцист, політик і президент єврейської громади у Відні.

## Життя
Як син продавця антикварних книг, Куранда повинен був взяти на себе професію свого батька, але в 1834 році поїхав до Відня, де почув філософські лекції Ліхтенберга і познайомився з такими письменниками, як Грільпарцер і Ленау. У ці перші роки у Відні він зробив свої перші літературні спроби.
Подорожі привели його в Штутгарт і Париж, де він познайомився з Уландом і Гейне. У Брюсселі він був кореспондентом «Algemeine Zeitung» з Аугсбурга. Окрім численних інших поїздок по Європі, він закінчив навчання з політичних наук та історії в Лейпцигу, отримавши ступінь доктора. Його політична діяльність, яка вже розпочалася в Брюсселі, з’явилася після березневої революції 1848 року. Він належав до Комітету п'ятдесятників і входив до його депутації з підготовки до парламентських виборів у Празі. З 27 числа з 24 червня. 1 серпня 1848 року він був незалежним депутатом Франкфуртських національних зборів як представник Тепліца. Після провалу революції він звернувся до місцевої політики й з 1861 року представляв «конституційну партію» в парламенті Нижньої Австрії. З цього він був направлений до Палати представників рейхсрату і як член «Підкомітетів конституційного комітету» зіграв ключову роль у створенні конституції грудня 1867 року. Він також був депутатом Віденської міської ради.
Через судовий процес проти Себастьяна Бруннера та його антисемітську статтю в «Wiener Kirchenzeitung» він завоював високу репутацію серед ліберальних сил і східноєвропейських євреїв. Куранда був обраний президентом єврейської громади у Відні в 1872 році. Він також пропагував єврейські дослідження на посаді віцепрезидента Ізраїльського альянсу. У 1872 році його було зведено в кавалери ордена Леопольда. Він ніколи не використовував пов'язаний з ним шляхетський титул. У 1881 році став почесним громадянином міста Відня, де також названо парк.
Ігнац Куранда знайшов свій останній спочинок у старій ізраїльській частині Центрального цвинтаря Відня.

## Публіцист
Уже в перший рік у Відні він опублікував як театрознавець у «Телеграфі», а в 1834 р. драму «Остання біла троянда» за фрагментом Шіллера «Варбек», яка була поставлена в Штутгарті в 1838 р. і в Бургтеатрі в 1838 р. Відень у 1846 році. Як кореспондент у Брюсселі він встановив контакти з фламандськими групами. Щоб поглибити ці стосунки, він заснував там у 1841 році тижневий журнал «Die Grenzboten», редагування якого довелося перенести до Лейпцига наступного року. У Лейпцигу він все частіше звертався до тем, які проливають світло на внутрішні німецькі відносини. «Die Grenzboten» був єдиним журналом для ліберально налаштованих австрійців за часів Vormärz. У 1848 році він передав управління Юліану Шмідту та Густаву Фрейтагу.
У зв'язку з березневою революцією він заснував «Ostdeutsche Post», який став рупором його політичних ідей. У ньому він виступав за німецьку, а не федералістську, Австрію, яка, після провалу загальнонімецького рішення в 1848/52 рр., повинна принаймні вступити в тісні економічні та військові зв’язки з іншими німецькими державами. Після того, як під час революційних заворушень видання довелося тимчасово призупинити і він перебував під наглядом поліції, він відновив роботу над «Ostdeutsche Post» у 1853 році. Після закінчення Німецької конфедерації в 1866 році, а разом з цим і всіх політичних надій, газета була остаточно припинена. Як редактор «Grenzbote» та «Ostdeutsche Post», Куранда був одним із видатних представників лібералізму в Австрії, і таким чином зробив його почутим.

## Фабрики
як автор:
- Остання біла троянда, 1834 (драматична поема)
- Пруссія і євреї. В: Прикордонні посланці, другий курс, перший семестр, с. 301-306, онлайн.
- Бельгія з часів її революції, Лейпциг 1846, 462 сторінки, онлайн.

як редактор:
- Прикордонні посланці (щотижня, 1841–1848)
  - Другий рік, перший семестр, Лейпциг 1842, 748 сторінок, онлайн
  - Третій курс, другий семестр, II. Том, Лейпциг 1844, 612 стор.
  - Четвертий курс, І семестр, І том, 622 сторінки, онлайн.
- Пошта Східної Німеччини (газета, 1848–1866)
- Нерухомість. Економічна газета для всієї Австрії, 1859

## Літератури
- Constantin von Wurzbach: Kuranda, Ignaz. In: Biographisches Lexikon des Kaiserthums Oesterreich. 13. Theil. Kaiserlich-königliche Hof- und Staatsdruckerei, Wien 1865, S. 407–416 (Digitalisat).
- O. Doublier. Kuranda, Ignaz // Allgemeine Deutsche Biographie. Leipzig, 1906, Band 51, S. 445–450.
- Hanus–Karner: Kuranda Ignaz. In: Österreichisches Biographisches Lexikon 1815–1950 (ÖBL). Vol. 4, Verlag der Österreichischen Akademie der Wissenschaften, Vienna 1969, p. 363.

- Gerhard Winkler. Kuranda, Ignaz. // Neue Deutsche Biographie. Berlin, 1982, Band 13, S. 320 f. (Digitalisat).
- Felix Czeike
- Генріх Бест, Вільгельм Веге: Біографічний довідник депутатів Франкфуртських національних зборів 1848/49. Droste, Düsseldorf 1998, ISBN 3-7700-0919-3, с. 213–214.
- Сюзанна Блюмесбергер, Міхаель Доппельгофер, Габріеле Мауте: Довідник австрійських авторів єврейського походження 18-20 Століття. Том 2: J-R. Видано Австрійською національною бібліотекою. Заур, Мюнхен 2002, ISBN 3-598-11545-8, с. 765.

## Вебпосилання
- Ignaz Kuranda
- База даних членів Прусської національної асамблеї, BIORAB-Frankfurt [Архівовано 30 січня 2016 у Wayback Machine.] (точний набір даних необхідно визначити за допомогою функції пошуку)